# Dayton (Idaho)
Dayton és una població dels Estats Units a l'estat d'Idaho. Segons el cens del 2000 tenia 444 habitants.

## Demografia
Segons el cens del 2000, Dayton tenia 444 habitants, 126 habitatges, i 105 famílies. La densitat de població era de 26 habitants per km².
Dels 126 habitatges en un 51,6% hi vivien nens de menys de 18 anys, en un 72,2% hi vivien parelles casades, en un 7,1% dones solteres, i en un 15,9% no eren unitats familiars. En el 14,3% dels habitatges hi vivien persones soles l'11,1% de les quals corresponia a persones de 65 anys o més que vivien soles. El nombre mitjà de persones vivint en cada habitatge era de 3,52 i el nombre mitjà de persones que vivien en cada família era de 3,95.
Per edats la població es repartia de la següent manera: un 41,9% tenia menys de 18 anys, un 6,8% entre 18 i 24, un 22,5% entre 25 i 44, un 17,1% de 45 a 60 i un 11,7% 65 anys o més.
L'edat mediana era de 27 anys. Per cada 100 dones de 18 o més anys hi havia 100 homes.
La renda mediana per habitatge era de 36.442 $ i la renda mediana per família de 37.308 $. Els homes tenien una renda mediana de 26.786 $ mentre que les dones 22.188 $. La renda per capita de la població era d'11.653 $. Aproximadament el 8,5% de les famílies i el 8,8% de la població estaven per davall del llindar de pobresa.

## Poblacions més properes
El següent diagrama mostra les poblacions més properes.